# Trogontherium
Genre
Synonymes
†Conodontes Laugel, 1862
Trogontherium est un genre éteint de rongeurs de la famille des Castoridae. 
Ces proches parents des castors actuels ont vécu du Miocène au Pléistocène et ont été découverts en Europe, en Russie, au Kazakhstan et en Turquie.

## Liste des espèces
Les espèces selon Paleobiology Database (7 septembre 2013) sont :
- Trogontherium cuvieri
- Trogontherium minus

À laquelle est parfois ajouté :
- ? Trogontherium boisvilletti